# 신라의 불교
신라의 불교는 고구려와 백제를 통해서 불교를 접하였으며, 불교 공인 이후에는 중국의 북조와 남조의 불교를 직접 수용하였다.

## 중앙집권 지배체제의 토대
불교 도입에 대한 반대가 심했던 탓에 아도 화상 이후 100여 년이 지나 이차돈의 순교로 불교가 늦게 국가에서 공인이 된다. 그러나 공인 이후로는 불교신봉에 삼국 중에 가장 열성적이었고, 불교를 국가 운영원리로 채택함으로써 강력한 중앙집권적 지배체제를 구축하였다.

## 불교의 전래
신라 불교의 전래에 대한 여러 가지 설이 있지만, 민승(民僧)이 들어와 공식외교를 통하지 않고 포교를 한 것이 고구려와 백제의 불교 와의 차이점이다.
신라에 대한 전래 기록으로는, 제13대 미추왕(味鄒王) 2년(263)에 고구려의 승려아도(阿道)가 와서 불교를 전했다는 설, 19대 눌지왕(訥祗王: 재위 417∼458) 때 고구려의 승려 묵호자(墨胡子)가 모례(毛禮)의 집에 머물러 불교를 선양했다는 설, 21대 소지왕(炤知王: 재위 479∼500) 때 승려 아도(我道)가 시자(侍者) 3인과 같이 모례(毛禮)의 집에 있다가 아도는 먼저 가고 시자들은 포교했다는 설 등이 있으나 어느 것이 맞는지 알 수 없다.

## 삼국 시대
삼국 시대의 신라 불교는 호국불교(護國佛敎)의 경향이 강하고. 진흥왕(眞興王) 이후 신라는 불교정신에 입각하여 국민을 단합시켰던바 그 대표적인 것으로는 팔관재회(八關齋會), 백고강좌(百高講座), 황룡사 9층탑 건립, 사천왕사(四天王寺) 건립 등이 있으며, 특히 세속오계(世俗五戒) 등은 모두 불교정신에 의해 민족을 단합하고 국가를 수호하기 위한 뜻을 담고 있다.

## 통일이후
통일 이후의 신라 불교를 크게 3분하면 다음과 같이 나눌 수 있다.
1. 전성기: 문무왕(재위 661∼681)에서 혜공왕(재위 765∼780) 때까지로서 불교문화의 극치를 이룬 시기
2. 침체기: 선덕왕(재위 780∼785) 때부터 헌덕왕때까지로서, 불교(佛敎)가 국가사회에 별로 영향을 주지 못한 시기
3. 선법전래기(禪法傳來期): 흥덕왕 원년(826)에서 신라멸망기(935)까지

전성기 시대에는 많은 고승들이 속출하였는데 그 대표적 인물은 원효(元曉) · 의상(義湘) · 원측(圓側)이다.
원측(圓測, 613∼696)은 왕손으로서 15세때 당에 유학하여 고승들에게 유식론(唯識論)을 배우고 산스크리트어 등 6개 국어에 능통했으며, 당 태종에게서 도첩(圖牒)을 받고 유가론(瑜伽論) · 유식론(唯識論)을 강의했다.
원효(元曉, 617∼686)는 45세 때(文武王 원년: 661) 의상(義湘)과 함께 당에 가던 도중 불교의 참된 진리를 체험하고 도중에 돌아와 저술과 교화에 힘쓰다가 신문왕 6년(686)에 입적하였다.
의상(義湘, 625∼702)은 문무왕(文武王) 원년에 당에 유학하여 지엄(至嚴)의 문하에서 학명을 떨치고, 문무왕 11년(671)에 돌아와 부석사(浮石寺)를 건립하여 화엄교학의 중심도량으로 삼았다.
이 밖에도 성덕왕(재위 702∼764) 때의 혜초(惠超), 경덕왕(재위 742∼764)때의 대현(大賢) · 진표(眞表), 고구려 출신 승려 보덕(普德) · 혜량(惠亮) 등의 고승들이 있었다.

## 같이 보기
- 도리사